# Île de Paquetá
L'île de Paquetá (en portugais : Ilha de Paquetá) est une île de la baie de Guanabara, à Rio de Janeiro. Son nom vient du tupi et signifie « beaucoup de pacas ». Lieu touristique, l'île est interdite aux voitures. Elle accueille vingt baobabs, les seuls existant au Brésil, si l'on excepte un arbre planté à Fortaleza. Elle est la principale île constituant le quartier de Paquetá.

## Géographie
L'île de Paquetá, d'une superficie de 1,7 km2, est peuplée de 3 361 habitants en 2010 qui font aujourd'hui partie du quartier de Paquetá. L'île est située à environ 16 kilomètres du port de Rio de Janeiro.
L'île abrite vingt baobabs. L'un d'eux, appelé « Maria Gorda » (La Grosse Maria), est considéré par les habitants de l'île comme un porte-bonheur.

## Histoire
Jusqu'à la fin du XVe siècle, les Indiens Tamoios vivaient sur Paquetá de la chasse et de pêche. L'île a été officiellement découverte par le Français André Thevet en décembre 1555 et reconnue par le roi Henri II comme une découverte française en 1556. Avec l'île Paranapuã (maintenant appelée Ilha do Governador), Paquetá était l'un des principaux centres de résistance française à l'occupation portugaise. Alors que les Français avaient les Tamoios comme alliés, les Indiens Temiminós menés par leur chef Araribói soutenaient les Portugais.
La victoire portugaise a été consolidée avec l'expulsion des Français et la défaite des Tamoios. Paquetá a ensuite été divisée en deux parcelles attribuées à des colons, celle maintenant appelée Campo a été donnée à Inácio de Bulhões et la partie nommée Ponte à Fernão Valdez. Même aujourd'hui, les caractéristiques de cette division entre Campo et Ponte sont visiblement présentes dans les festivités de l'île, lors des matches de football et dans le défilé de groupes de danse et de chant pendant le carnaval.
Les propriétaires fonciers aristocratiques et leurs esclaves ont dès lors occupé l'île. Sous la domination portugaise, Paquetá produit des légumes, des fruits, de la pierre et du bois pour la construction. Aujourd'hui, Paquetá présente un profil résidentiel et touristique en raison de ses racines culturelles, ses paysages et son emplacement.

## Transports
L'île est accessible seulement par bateau depuis le port de Rio de Janeiro. Le bateau part environ toutes les deux heures de l'embarcadère de la Praça XV, et met environ 1 h 10 min pour rejoindre l'île. Un bateau plus petit et plus rapide met seulement de 20 à 30 minutes.
Les rues de l'île ne sont pas pavées et sont exempts de pollution et de bruit. L'île de Paquetá est sans voitures ou autres véhicules motorisés, les seuls modes de transport présents sur l'île étant des charrettes et des bicyclettes.